# Birgit Nilson
Merta Birgit Nilsson (17. maj 1918 – 25. decembar 2005) bila je proslavljena švedska dramaturska sopraniskinja. Iako je pevala široki repertoar operskih i vokalnih dela, Nilson je bila najpoznatija po svojim nastupima u operama Ričarda Vagnera i Ričarda Štrausa. Njen glas je bio prepoznatljiv po snažnoj snazi, izobilnim rezervama moći i blistavom sjaju i jasnoći u gornjem registru.

## Pregled
Nilson je ostavila toliko snažne utiske na mnoge uloge da su one postale poznate kao „Nilsonov repertoar”. Ona je pevala opere Ričarda Štrausa i specijalizovala se za Pučinijev Turandot, a slavu je steka na Vagnerovom operama. Jednom je rekla da ju je Izolda učinila poznatom, a Turandot bogatom. Njena izuzetno rafinirana izvođenja njegove muzike bila su uporediva sa delom Kirsten Flagstad, koja je dominirala Vagnerovim repertoarom u Metropolitanskoj operi tokom godina pre Drugog svetskog rata.

## Biografija

### Rani život
Birgit Nilson je rođena kao Marta Birgit Svensson na farmi u Vastra Karupu u Skaneu (100 km/60 milja severno od Malmea) od oca Nilsa Svensona i majke Justine Svenson (rođene Paulson). Kada je imala tri godine, počela je da svira melodije na klaviru igrački koju joj je majka kupila. U jednom intervjuu je izjavila da je mogla da peva pre nego što je prohodala, dodajući: „Čak sam pevala i u snovima”. Njen vokalni talenat prvi put je primećen kada je počela da peva u svom crkvenom horu. Horovođa čuvši kako peva i savetovao joj je da ide na časove glasa.
Studirala je kod Ragnara Blenoua u Astorpu šest meseci kako bi se pripremila za audiciju na Kraljevskoj švedskoj muzičkoj akademiji u Stokholmu gde je bila prva u grupi od 47 pevača i dobila stipendiju Kristine Nilson, nazvanu po imenu čuvenog soprana. Njeni nastavnici na Akademiji bili su Josef Hislop i Arne Sanegard. Međutim, smatrala je sebe samoukom: „Najbolja učiteljica je scena“, rekla je jednom intervjueru 1981. „Izađeš na nju i moraš naučiti da projektuješ“. Žalila je zbog svojih ranih instrukcija i svoj uspeh pripisivala domaćem talentu. „Moj prvi učitelj glasa [Hislop] me je umalo ubio... drugi je bio skoro isto tako loš.“

### Rana karijera
Godine 1946, Nilsonova je debitovala u Kraljevskoj švedskoj operi u Stokholmu sa samo tri dana najave, zamenivši bolesnu Agatu u Der Freischütz Karla Marije fon Vebera. Dirigent Leo Bleh nije bio previše ljubazan prema njoj, i kako je napisala u svojoj autobiografiji, čak je razmišljala o samoubistvu nakon nastupa. Godine 1947, privukla je nacionalnu pažnju kao Verdijeva Lejdi Makbet pod Fricom Bušom. Usledilo je mnoštvo ugloga, od Štrausa i Verdija do Vagnera, Pučinija i Čajkovskog. U Stokholmu je izgradila stalan repertoar uloga u lirsko-dramskom polju, uključujući Donna Anna, Aida, Lisa, Tosca, Venus, Sieglinde, Senta i Der Rosenkavalier, jednu od njenih omiljenih uloga, sve pevane na švedskom. Godine 1949, pevala je Ariadne auf Naxos sa Hjordisom Šimbergom i Elizabet Sederstrom između ostalih.

### Međunarodni angažmani
Pod tutorstvom Frica Buša, njena karijera je uzela maha. On je bio ključan u obezbeđivanju njenog prvog značajnog angažmana van Švedske, kao Elektra u Mocartovom Idomeneju na Glindbornskom festivalu 1951. Njen debi u Bečkoj državnoj operi 1953. bio je prekretnica; tamo bi bila redovan izvođač više od 25 godina. Usledila je Elza u Vagnerovom Loengrinu na Bajrojtskom festivalu 1954, zatim njena prva Brinhilda u kompletnom Prstenu u Bavarskoj državnoj operi, na Minhenskom operskom festivalu 1954. Kasnije se vratila kao Ziglind, Brinhilda i Izolda do 1969. godine.
Naslovnu ulogu Turandot, koja je kratka, ali zahteva neobično veliki zvuk, izvela je u milanskoj Skali 1958. godine, a zatim u ostatku Italije. Nilsonova je debitovala u Americi kao Brunhilda u Vagnerovoj Die Walküre 1956. sa Operom San Franciska. Ona je stekla međunarodnu slavu nakon nastupa kao Izolda u Metropoliten operi u Njujorku 1959. godine, što je dospelo na naslovnih strana. Izjavila je da je najveći događaj u njenom životu bio kada je traženo da nastupi na otvaranju tokom 180. sezone u Skali kao Turandot 1958. Ona je nastupala u mnogim velikim operskim kućama u svetu, uključujući Beč, Berlin, Kraljevsku operu u Kovent Gardenu, Tokio, Pariz, Buenos Ajres, Čikago i Hamburg.
Pevala je sa Sidnejskim simfonijskim orkestrom na Vagnerovom koncertu koji je otvorio Koncertnu dvoranu Sidnejske opere 1973. godine.

## Literatura
- Nilsson, Birgit, My Memoirs in Pictures, translated from the Swedish by Thomas Teal, Garden City: Doubleday, 1981;  0-385-14835-6.
- Nilsson, Birgit, Mina minnesbilder, Stockholm: Bonnier, 1977;  91-0-042069-7
- Nilsson, Birgit, La Nilsson, Stockholm: Fischer, 1995;  91-7054-756-4.
- "Birgit Nilsson, Soprano Legend Who Tamed Wagner" by Bernard Holland, The New York Times (12 January 2006)
- "Så höll han allt hemligt", (why Nilsson's death was kept a secret for 16 days) by Pelle Tagesson, Aftonbladet (13 January 2006)
- Blum, David, "The Farm Girl and the Stones", chapter 5 in David Blum, Quintet, Five Journeys toward Musical Fulfillment (Cornell University Press, 1999).
- La Nilsson: My Life in Opera by Birgit Nilsson, foreword by Georg Solti, afterword by Peggy Tueller. Translated by Doris Jung Popper UPNE, 2007;  1-55553-670-0,  978-1-55553-670-1
- Liese, Kirsten, Wagnerian Heroines. A Century Of Great Isoldes and Brünnhildes", English translation: Charles Scribner, Edition Karo Архивирано на веб-сајту  (3. јул 2020), Berlin, 2013.

## Spoljašnje veze
Generalno
- Decca Classics website}-
- Metropolitan Opera Archives}-
- The One Million Dollar Birgit Nilsson Prize}-

Audio
- Birgit Nilsson sings Turandot, 1960s на веб-сајту  (video)
- Birgit Nilsson – Salome – Gala Bing, MET 1972 на веб-сајту  (video)
- Birgit Nilsson as Lady Macbeth, 1970s на веб-сајту  (video)
- Birgit Nilsson sings Götterdämmerung, 1960s на веб-сајту  in a recording session for Solti's Ring (video)
- Birgit Nilsson conducted by Charles Mackerras for the 'Sydney Opera House Opening Concert', 1973 on australianscreen online

Televizija
- Birgit Nilsson on Swedish talk show "På parkett", after a recent performance as Turandot in Berlin, 15 May 1971 (part 1) (in Swedish)
- Birgit Nilsson on Swedish talk show "På parkett", with composer Sten Broman, 15 May 1971 (part 2) (in Swedish)
- Birgit Nilsson and Zarah Leander talking about life as a celebrity, on Swedish talk show "Stjärna mot stjärna" (Star vs Star), 25 December 1977 (in Swedish)
- Birgit Nilsson and Franco Corelli, on Swedish talk show "Här är ditt liv" (This is your life; Birgit Nilsson), Nov 1981 на веб-сајту  (in Swedish)
- News report from 1984 from when Birgit Nilsson gives a Master Class in Malmö, Sweden (in Swedish)
- Swedish news report from Birgit Nilsson's death with video clip together with comments from workers, fans and colleagues at the Royal Swedish Opera in Stockholm, Metropolitan in New York, the Wagner Society and from Italian Opera (January 2006)

Intervjui i članci
- "Glänsande debut", the debut at the Royal Opera in Stockholm, Dagens Nyheter, 10 October 1946 (in Swedish)
- "Det finns ingen genväg för sångare", interview, Dagens Nyheter, 17 August 1986 (in Swedish)
- "Birgit Nilsson fyller 85 utan krusiduller", interview, Svenska Dagbladet, 16 May 2003 (in Swedish)
- "Sjuksköterskorna mobbad mig, Operastjärnan Birgit Nilsson anmäler sjukhus för vanvård", Aftonbladet 30 June 1999 (in Swedish)
- "Så höll han allt hemligt", why Nilsson's death was kept a secret for 16 days, Aftonbladet, 13 January 2006 (in Swedish)
- Holland, Bernard (12. 1. 2006). „Birgit Nilsson, Soprano Legend Who Tamed Wagner, Dies at 87”. The New York Times. Приступљено 26. 4. 2010.
- Tommasini, Anthony (14. 1. 2006). „Nilsson in Person: The Glory of the Power”. The New York Times. Приступљено 26. 4. 2010.
- "Birgit Nilsson: An unparalleled artist and a lovely, down-to-earth woman", by Jane Eaglen, The New York Times, 16 January 2006
- „Varewell to the Valkyrie”. Opera News. 70 (10). април 2006., by Peter G. Davis, , pp. 82–83
- Birgit Nilsson interview by Bruce Duffie, 20 April 1988